# 서상호
서상호(徐相灝, 1888년 ~ 1964년 12월 20일)는 대한민국의 정치인이다. 본관은 대구, 호는 죽사(竹史)이며, 제2대 국회의원을 지냈다.

## 이력
- 중학교를 졸업하고 경남은행 취체역을 맡았었다.
- 제2대 국회의원 (통영군 갑)

## 역대 선거 결과
|  | 43.36% |

|  | 32.05% |

|  | 2.92% |